# Deutsche Leichtathletik-Meisterschaften 1953
Die 53. Deutschen Leichtathletik-Meisterschaften wurden einschl. des Marathonlaufs am 25. und 26. Juli 1953 in Augsburg ausgetragen. Austragungsort war das Rosenaustadion. Der Marathonlauf fand auf den Straßen Augsburgs statt. Start- und Zielort war auch für diese Disziplin das Rosenaustadion.

## Ausgelagerte Disziplinen
Wie in den Jahren zuvor wurden einige weitere Meisterschafts-Titel an verschiedenen anderen Orten vergeben:
- Waldlauf (Männer) – Solingen, 19. April auf einer Streckenlänge mit Einzel- und Mannschaftswertung
- Mehrkämpfe (Frauen: Fünfkampf) / (Männer: Fünfkampf und Zehnkampf) – Balingen, 22./23. August mit Einzelwertungen
- 25-km-Gehen / 50-km-Gehen (jeweils Männer) – Nürnberg, 23. August mit Einzel- und Mannschaftswertung

## Teilnahme von Sportlerinnen und Sportlern aus der DDR
Zu einer einmaligen Besonderheit kam es in diesem Jahr bei den in Nürnberg ausgetragenen Wettbewerben im Straßengehen sowie den Mehrkämpfen in Balingen. Es nahmen auch Athleten aus der DDR teil und im 50-km-Gehen wurde mit Rudolf Korb von der BSG Motor Dresden-Ost ein DDR-Geher Deutscher Meister.

## Medaillengewinner Männer
Die folgenden Übersichten fassen die Medaillengewinner und -gewinnerinnen zusammen. Eine ausführlichere Übersicht mit den jeweils ersten sechs in den einzelnen Disziplinen findet sich unter dem Link Deutsche Leichtathletik-Meisterschaften 1953/Resultate.
| Disziplin                                   | Gold                                                                               | Leistung           | Silber                                                                               | Leistung             | Bronze                                                                                 | Leistung             |
| ------------------------------------------- | ---------------------------------------------------------------------------------- | ------------------ | ------------------------------------------------------------------------------------ | -------------------- | -------------------------------------------------------------------------------------- | -------------------- |
| 100 m                                       | Heinz Fütterer (Karlsruher SC)                                                     | 10,6 s00           | Peter Kraus (VfB Stuttgart)                                                          | 10,6 s00             | Heinz Kosina (1. FC Schwandorf)                                                        | 10,8 s00             |
| 200 m                                       | Heinz Fütterer (Karlsruher SC)                                                     | 21,3 s00           | Karl-Friedrich Haas (1. FC Nürnberg)                                                 | 21,5 s00             | Peter Kraus (VfB Stuttgart)                                                            | 21,5 s00             |
| 400 m                                       | Karl-Friedrich Haas (1. FC Nürnberg)                                               | 47,2 s00           | Hans Geister (CSV Marathon 1910 Krefeld)                                             | 47,3 s00             | Albert Radusch (DSD Düsseldorf)                                                        | 49,2 s00             |
| 800 m                                       | Günter Dohrow (SCC Berlin)                                                         | 1:51,2 min         | Urban Cleve (Preussen Krefeld)                                                       | 1:53,0 min           | Hans-Walter Friedrich (SuS Menden 09)                                                  | 1:53,6 min           |
| 1500 m                                      | Werner Lueg (Sportfreunde Gevelsberg)                                              | 3:48,0 min         | Rolf Lamers (SuS 09 Dinslaken)                                                       | 3:48,6 min           | Olaf Lawrenz (Berliner SC)                                                             | 3:51,8 min           |
| 5000 m                                      | Heinz Laufer (TG Schwenningen)                                                     | 15:02,8 min        | Günter Heßelmann (VfB Lohberg)                                                       | 15:03,6 min          | Ekkehard Kamps (Stuttgarter Kickers)                                                   | 15:20,0 min          |
| 10.000 m                                    | Herbert Schade (Solinger LC)                                                       | 30:58,4 min        | Hermann Eberlein (TSV 1860 München)                                                  | 32:13,2 min          | Hermann Brecht (OSC Berlin)                                                            | 32:31,0 min          |
| Marathon                                    | Hans Vollbach (TSV Bayer 04 Leverkusen)                                            | 2:54:07,0 h00      | Willy Wange (TSV Bayer 04 Leverkusen)                                                | 2:57:00,2 h00        | Heinz Kuderski (TuS Jahn Werdohl)                                                      | 3:01:16,2 h00        |
| Marathon, Mannschaftswertung                | TSV Bayer 04 LeverkusenHans Vollbach Willy Wange Günther Rodowski                  | 9:04:25 h000       | BTSV 1850 BerlinHerbert Rother Ernst Mensing Gerhard Dorfeldt                        | 9:26:23 h000         | TSV 1860 MünchenWilli Wolfrum Max Wiedemann Georg Mühlbauer                            | 10:44:38 h000        |
| 110 m Hürden                                | Wolfgang Troßbach (Berliner SC)                                                    | 15,2 s00           | Bert Steines (TuS Rot-Weiß Koblenz)                                                  | 15,3 s00             | Hans Zepernick (Blau-Weiß Osnabrück)                                                   | 15,5 s00             |
| 200 m Hürden                                | Bert Steines (TuS Rot-Weiß Koblenz)                                                | 23,9 s00           | Werner Möller (Rendsburger TSV)                                                      | 25,0 s00             | Willi Krüll (1. FC Köln)                                                               | 25,1 s00             |
| 400 m Hürden                                | Heinz Ulzheimer (Eintracht Frankfurt)                                              | 52,9 s00           | Helmut Kwoczek (DTSG 1874 Hannover)                                                  | 53,8 s00             | Willi Krüll (1. FC Köln)                                                               | 54,3 s00             |
| 3000 m Hindernis                            | Helmut Thumm (VfB Stuttgart)                                                       | 9:11,6 min         | Karl-Heinz Schmalz (TuS Rot-Weiß Koblenz)                                            | 9:29,0 min           | Günter Heßelmann (VfB Lohberg)                                                         | 9:34,0 min           |
| 4 × 100 m Staffel                           | Eintracht FrankfurtGünter Theilmann Karl Blümmel Eckefried Becker H. Wegener       | 42,0 s00           | Karlsruher SCFranz Bastian Lothar Knörzer Heinz Fütterer Günter Kußmaul              | 42,3 s00             | TSV 1860 MünchenHans Trimpl Heinrich Umlauft Walter Schreiber Werner Wigner            | 42,7 s00             |
| 4 × 400 m Staffel                           | CSV Marathon 1910 KrefeldGeorg Niepoth Georg Sallen Wolfgang Miedecke Hans Geister | 3:16,8 min         | SCC BerlinSchmode Seifert Günter Dohrow Seifert                                      | 3:18,2 min           | TuS Rot-Weiß KoblenzSiegfried Rheindorf Alfred Hochscheid Hubert Huppertz Peter Mirkes | 3:19,2 min           |
| 3 × 1000 m Staffel                          | Barmer TV 1846 WuppertalJoachim Rockschiess Hans Emde Friedrich Stracke            | 7:32,4 min         | CSV Marathon 1910 KrefeldBaur Voß Schlegel                                           | 7:33,0 min           | TK HannoverPeter Bock Dieter Lüderwald Werner Bumann                                   | 7:33,4 min           |
| 10.000 m Bahngehen                          | Rudolf Lüttge (Eintracht Braunschweig)                                             | 50:50,8 min        | Claus Biethan (Hamburger SV)                                                         | 51:30,6 min          | Siegfried Kemper (SCC Berlin)                                                          | 52:27,6 min          |
| 25 km Straßengehen                          | Rudolf Lüttge (Eintracht Braunschweig)                                             | 2:13:18 h000       | Max Weber (BSG Empor Laucha)                                                         | 2:15:08 h000         | Botho Treptow (Eintracht Braunschweig)                                                 | 2:20:34 h000         |
| 25 km Straßengehen, Mannschaftswertung      | Eintracht BraunschweigRudolf Lüttge Botho Treptow Viktor Siuda                     | 6:56:43 h000       | Hamburger SVFriedrich Prehn Schubert Otto Biethan                                    | 7:56:09 h000         | SC Bajuwaren MünchenKonrad Reichel Franz Reichel Ertl                                  | 8:31:14 h000         |
| 50 km Straßengehen                          | Rudolf Korb (BSG Motor Dresden-Ost)                                                | 5:07:10 h000       | Erich Kunz (SG Dynamo Leipzig)                                                       | 5:12:54 h000         | Walter Stoltz (Eintracht Braunschweig)                                                 | 5:15:06 h000         |
| 50 km Straßengehen, Mannschaftswertung      | Eintracht BraunschweigWalter Stoltz Gustav Peinemann Theo Arendes                  | 15:56:11 h000      | SG Dynamo LeipzigErich Kunz Martin Ebert Helmut Hilbert                              | 15:57:30 h00         | Hamburger SVEmil Griem Coldeway Feucht                                                 | 16:17:42 h00         |
| Hochsprung                                  | Werner Bähr (Olympia Neumünster)                                                   | 1,90 m             | Wolfgang Massion (TSV Hertha 0000000000000000Walheim) / Hans-Jürgen Jenss (ASV Köln) | 1,90 m               |                                                                                        |                      |
| Stabhochsprung                              | Julius Schneider (SC Pforzheim)                                                    | 4,00 m             | Hanfried Oertel (TuS Rot-Weiß Koblenz)                                               | 3,90 m               | Hanfried Oertel (TuS Rot-Weiß Koblenz)                                                 | 3,90 m               |
| Weitsprung                                  | Herbert Göbel (SV Korbach 09)                                                      | 7,22 m             | Erhard Mallek (DTSG 1874 Hannover)                                                   | 7,21 m               | Fritz Gleim (Eintracht Frankfurt)                                                      | 7,17 m               |
| Dreisprung                                  | Heinz Oberbeck (ASV Köln)                                                          | 14,68 m            | Kurt Trozowski (TuS Jahn Werdohl)                                                    | 14,60 m              | Rudolf Waneck (TSV 1860 München)                                                       | 14,20 m              |
| Kugelstoßen                                 | Josef Hipp (TSG Balingen)                                                          | 14,56 m            | Werner Eckert (TV Wehr)                                                              | 14,54 m              | Josef Müller (ASV Köln)                                                                | 14,11 m              |
| Diskuswurf                                  | Heinz Rosendahl (Schwarz-Weiß Radevormwald)                                        | 47,53 m            | Karl Oweger (TSV 1860 München)                                                       | 47,34 m              | Walter Janssen (TSG Westerstede)                                                       | 44,34 m              |
| Hammerwurf                                  | Karl Wolf (Karlsruher TV 1846)                                                     | 53,90 m            | Karl Hagenburger (SV Phönix Ludwigshafen)                                            | 51,76 m              | Hugo Ziermann (Grünweiß Frankfurt)                                                     | 51,51 m              |
| Speerwurf                                   | Herbert Koschel (TuS Rot-Weiß Koblenz)                                             | 69,05 m            | Emil Sick (Stuttgarter Kickers)                                                      | 64,60 m              | Gerhard Keller (TSV Süßen)                                                             | 64,43 m              |
| Fünfkampf, 1952er W. 2. Zeile: 1985er Wert. | Horst Bodenstein (TK Hannover)                                                     | 2911 P (3335 P)    | Rudolf Etzold (BSG Einheit Nordost Berlin)                                           | 2823 P (3294 P)      | Gerhard Keller (TSV Süßen)                                                             | 2795 P<bt />(3281 P) |
| Zehnkampf, 1952er W. 2. Zeile: 1985er Wert. | Friedel Schirmer (TK Hannover)                                                     | 6056 P (6526 P)    | Wigo Biffart (TSG Neustadt)                                                          | 5462 P (6078 P)      | Hans Kramer (BSG Einheit Nordost Berlin)                                               | 5444 P (6159 P)      |
| Waldlauf – 7815 m                           | Helmut Gude (VfB Stuttgart)                                                        | 23:22,6 min        | Siegfried Steller (SCC Berlin)                                                       | 23:25,8 min          | Herbert Schade (Solinger LC)                                                           | 23:37,4 min          |
| Waldlauf, Mannschaftswertung                | TSV München 1860Hermann Eberlein Walter Müller Emil Bacigal                        | 9 P (Plätze 4/5/6) | Hamburger SVLudwig Rögener Gerhard Paschen Klaus Ketelsen                            | 37 P (Plä. 11/20/23) | SCC BerlinSiegfried Steller Dieter Kohls Fritz Orlowski                                | 42 P (Plätze 2/17/?) |

## Medaillengewinnerinnen Frauen
| Disziplin                                      | Gold                                                                   | Leistung        | Silber                                                                 | Leistung        | Bronze                                                                                  | Leistung        |
| ---------------------------------------------- | ---------------------------------------------------------------------- | --------------- | ---------------------------------------------------------------------- | --------------- | --------------------------------------------------------------------------------------- | --------------- |
| 100 m                                          | Maria Sander geb. Domagala (SuS 09 Dinslaken)                          | 12,1 s          | Ingrid Kühn (SCC Berlin)                                               | 12,4 s          | Irmgard Egert (Eintracht Frankfurt)                                                     | 12,4 s          |
| 200 m                                          | Helga Erny geb. Klein (SG Mannheim)                                    | 25,4 s          | Maria Arenz (DSD Düsseldorf)                                           | 25,7 s          | Irmgard Egert (Eintracht Frankfurt)                                                     | 25,7 s          |
| 80 m Hürden                                    | Maria Sander geb. Domagala (SuS 09 Dinslaken)                          | 11,3 s          | Anneliese Seonbuchner (1. FC Nürnberg)                                 | 11,3 s          | Regina Lorberg (TK Hannover)                                                            | 11,8 s          |
| 4 × 100 m Staffel                              | Eintracht FrankfurtRenate Schwarzkopf Irmgard Egert Lilo Ullmann Thoma | 49,1 s          | Werder BremenInge Schierloh Marga Petersen Jutta Klinge Lotte Oppolzer | 49,1 s          | 1. FC NürnbergIsolde Schöner Anneliese Seonbuchner Helma Horlacher Lotte Wackersreuther | 49,2 s          |
| Hochsprung                                     | Hildegard Gerschler (USC Freiburg)                                     | 1,57 m          | Ursula Schmückle (TSG Ulm 1846)                                        | 1,54 m          | Margarete von Buchholtz (Stuttgarter Kickers)                                           | 1,54 m          |
| Weitsprung                                     | Anneliese Seonbuchner (1. FC Nürnberg)                                 | 5,89 m          | Erika Fisch (MTV Osterode)                                             | 5,86 m          | Maria Sander geb. Domagala (SuS 09 Dinslaken)                                           | 5,81 m          |
| Kugelstoßen                                    | Marianne Werner geb. Schulze-Entrup (SC Greven 09)                     | 14,14 m         | Marlene Biedermann (Freie Turnerschaft 03 Emden)                       | 13,13 m         | Edelgard Anhoff (SCC Berlin)                                                            | 13,09 m         |
| Diskuswurf                                     | Marianne Werner geb. Schulze-Entrup (SC Greven 09)                     | 44,64 m         | Jolanda Mayr (TSV Pfronten)                                            | 42,75 m         | Karen Sonneck geb. Uthke (TK Hannover)                                                  | 41,88 m         |
| Speerwurf                                      | Marlies Müller (TuS Rot-Weiß Koblenz)                                  | 46,78 m         | Jutta Krüger (SSC Südwest Berlin)                                      | 45,95 m         | Gisela Maier (TSG Reutlingen)                                                           | 43,81 m         |
| Fünfkampf, offiz. Wert. 2. Zeile: 1955er Wert. | Maria Sander geb. Domagala (SuS 09 Dinslaken)                          | 3722 P (4363 P) | Regina Lorberg (TK Hannover)                                           | 3516 P (4223 P) | Marianne Hagedorn (Düsseldorfer SC 99)                                                  | 3509 P (4219 P) |

## Videolink
- Filmausschnitte u. a. von den Deutschen Leichtathletikmeisterschaften 1953 auf filmothek.bundesarchiv.de, Bereich: 7:04 min bis 9:44 min, abgerufen am 1. April 2021